# NGC 1080
NGC 1080 (другие обозначения — MCG −1-8-3, IRAS02426-0455, KUG 0242-049, PGC 10416) — спиральная галактика с перемычкой (SBc) в созвездии Кит.
Этот объект входит в число перечисленных в оригинальной редакции «Нового общего каталога».

## Особенности
В 2009 году в галактике обнаружена сверхновая, получившая наименование SN2009I.